# Posten (tidning)
Posten var en dagstidning (periodisk publikation) utgiven från den 20 juli 1768 till den 30 december 1769 i Stockholm.

## Tryckning
Tidningen trycktes av Kungliga Boktryckeriet från 20 juli 1768 till 2 november samma år och sedan av Langiska Tryckeriet från 5 november 1768 till 30 december 1769 med frakturstil som typsnitt. Tidningen kom ut två dagar i veckan onsdag och lördag med 8 sidor i oktavformat 13,3 x 6,9 cm. En prenumeration kostade 6 daler kopparmynt för 24 nummer. 144 nummer kom ut, sammanlagt 1152 sidor.

## Redaktion och innehåll
Innehållet i tidningen var satiriskt och moraliskt. Tidningen gavs ut under pseudonymen Candidus, av bankfiskalen Anders Berch. Tidningen innehöll som de flesta andra samtida brev i samtida ämnen och fingerade korrespondenser. Berch författade själv stor del av materialet i tidningen, delvis under pseudonymen Candidus. Berch använde även tidningen som politisk propaganda för sitt parti hattarna.

## Följdskrifter
- Utdrag Af Weckoskriften Posten N:o 80. Norrköping, J. B. Blume, 1769. 8 s. 8:o. Innehåller ett öppet bref till landtmarskalken och talmännen.
- Bref til en ung Herre ifrån en Gammal Carolin, I anledning af Weckoskriften Posten. U. t. Upsala, Joh. Edman, 1769. 4 opag s. 4:o.
- Triumviratet på Momi Parnass, tecknadt efter trenne i sit slag goda Originaler, Posten, Hatten och Landtboen, Första stycket. Sthlm, J. G. Lange, 1769. 82 s. 4:o. [Af Daniel Helsingius], och svaret därå:
- En Landtmans Betraktelser wid en ny skrift kallad: Triumviratet... Sthlm, P. Hesselberg, 1769. 4:o. (gammal stavning)